# Kalliwoda József
Kalliwoda József (Eszék (Verőce megye), 1820. – Zágráb, 1892. február 25.) orvosdoktor, egészségügyi tanácsos. 

## Élete
Pesten a piaristáknál végezte a gimnáziumot; azután az egyetem hallgatója volt, ahol 1843-ban nyert orvosdoktori oklevelet. Mint a Pejacsevich grófi család háziorvosa, kerületi orvos is volt. 1848-ban Verőce vármegye tiszteletbeli, 1853-ban kinevezett főorvosa lett. A Bach-kormány alatt Pozsega vármegye főorvosa volt. Ezen állásáról azonban később lemondott és Eszéken mint gyakorló orvos működött. 1861-ben ismét hivatalt vállalt és megyei főorvos lett. Társadalmi szereplésével általános elismerést szerzett magának, úgy hogy 1882-ben egészségügyi tanácsossá nevezték ki.

## Munkája
- Dissertatio inaug. medica de abortu. Budae, 1843.